# 티페인
티페인(T-Pain, 1985년 9월 30일, 미국 ~)는 미국의 랩가수겸 보컬 겸 프로듀서이다. 본명은 Faheem Najm이다. 그는 오토튠이라는 음정 보정을 해주는 목적의 플러그인을 기계음적인 효과의 목적으로 쓴다. 데뷔 전 'Nappy Headz'의 멤버였다. 2005년 'Rappa Ternt Sanga'을 발매해 싱글 'I'm Sprung', 'I'm N Luv' 등으로 인기를 끌기 시작했다. 그는 2008년 카니예 웨스트와 같이 부른 'Good Life'로 그래미 어워드에서 베스트 힙합/알엔비 상을 수여받았다.

## 유년기
그는 플로리다주에서 태어났다.'James S. Rickards High School'을 졸업했고 예명인 'Tallahassee Pain'이라는 이름을 썼다.

## 데뷔
그는 에이콘의 그 당시 히트곡이었던 'Locked Up'을 그의 버전으로 녹음해 에이콘에게 들려주어서 그는 에이콘의 소속사 'Konvicted Muzik'에 영입된다. 2005년 그는 첫앨범인 'Rappa Ternt Sanga'를 발매한다.
첫 싱글인 'I'm Sprung'은 빌보드차트에서 8위, 영국차트에서 30위를 기록한다. 이 곡은 후에 핏불, 영 블러드 등에 의해 리믹스 된다.
다음 싱글인 'I'm 'n Luv'는 5위, 팝100차트에서 7위를 거둔다. 알 켈리, 트위스타 등에 의해 리믹스된다.
앨범은 미국전체에서 8위를 거둔다.
그는 두 번째 앨범인 'Epiphany'를 2007년에 발매한다. 첫 싱글인 'Buy U A Drank'는 영 조크가 참여하고, 빌보드차트 1위를 거둔다. 또한 뉴질랜드에서 2위, 캐나다에서 25위를 거둔다.
두 번째 싱글인 'Bartender'은 뉴질랜드에서 1위, 미국에서 5위를 차지한다. 에이콘이 참여했다.
세 번째 싱글인 'Church'는 뉴질랜드에서 1위, 영국에서 35위를 한다.
이 앨범은 2008년 5월까지 총 100만장이 팔린다.

## 피처링의 성공
그는 앨범 발매의 성공보다 피처링으로써의 성공을 더 많이 갖는다. 그중 대표적인 피처링은 알 켈리, T.I가 참여한 'I'm A Flirt remix', 바우 와우의 'Outta My System', 패볼러스, 저메인 듀프리의 'Baby Don't Go', 디제이 칼리드의 'I'm So Hood' 등이 있다. 플로 라이더의 노래를 피처링한 'Low'는 빌보드 차트 1위를 무려 11주동안 했다.
한 플라이즈의 'Shawty', 크리스 브라운의 'Kiss Kiss', 카니예 웨스트의 'Good Life' 등 이 곡들로 그래미 어워드에서 베스트 콜라보레이션 상은 물론, 스트랩송으로 상을 받았다.
2008년에는 '2 pistols'에 'She Got It', 시에라의 'Go Girl', 릭 로스의 'The Boss', 에이스 후드의 'Cash Flow', 릴 마마의 'Shawty Get Loose'에 크리스 브라운과 참여, 루다크리스의 'One More Drink', 릴 웨인의 'Got Money' 등에 참여했다.
그 외에도 핏불의 'Hey Baby', 스눕 독의 'Boom', 에이콘의 'Holla Holla', 론리 아일랜드의 'I`m On A Boat', 넬리의 'Move That Body' 등에 참여했다.

## 성공
세 번째 앨범인 'Thr33 Ringz'가 2008년에 발표된다. 이 앨범은 전체 앨범에서 1위,빌보드 200에서 4위, 일본 오리콘 차트에서 40위를 거두고 캐나다에서 25위를 한다.
첫 싱글인 'Can't Believe It'은 릴 웨인이 참여했고, 빌보드차트에서 7위,2위,26위를 거둔다. 리믹스에는 저스틴 팀버레이크가 참여한다.
두 번째 싱글인 'Chopped & Skrewed'는 루다크리스가 참여했으며, 미국에서 3위,27위를 한다. 'BET'어워드에서 이곡을 불렀다.
세 번째 싱글인 'Freeze'는 크리스 브라운이 참여했다. 미국에서는 그다지 인기가 좋진 않았으나, 뉴질랜드, 오스트레일리아 등에서는 8위,25위를 한다.
앨범에는 카니예 웨스트, 퍼프 대디, T.I, 루다크리스, 시에라 등이 참여했다.
그는 방송활동도 많이 하고있으며, 현재 릴 웨인과의 합작앨범인 'T-Wayne'을 발매예정 중이다. 2009년 새 신보 'UBER'를 발매하는데, 제이-지가 T-Pain을 겨냥한 디스곡 'D.O.A'를 발표해 티-페인의 오토튠에 대해 디스해 현재 대립중이다.